# دیوید برمانگ
دیوید برمانگ (انگلیسی: David Bremang؛ زادهٔ ۲۱ آوریل ۲۰۰۰) بازیکن فوتبال است.